# Хенгель, Джон ван
Джо́н ван Хе́нгель (англ. John van Hengel; 21 февраля 1923, Уопан, Висконсин — 5 октября 2005, Финикс, Аризона) — американский бизнесмен и благотворитель, создатель первого пищевого банка. Его начинание распространилось по всему миру.

«Бедные всегда будут среди нас, но почему должны быть голодные?»— Джон ван Хенгель

## Биография
Ван Хенгель родился в Уопане 21 февраля 1923 года. Он окончил Лоуренсский колледж в Аплтоне. В 1967 году в возрасте 44 лет ван Хенгель создал в Финиксе первый в мире пищевой банк для нуждающихся в питании. Он умер 5 октября 2005 года в Финиксе.